# Faicel Jaballah
Faicel Jaballah (arabisch فيصل جاب الله, DMG Faiṣal Ǧāb Allāh; * 1. August 1988 in Nefta) ist ein tunesischer Judoka. Er war 2013 Weltmeisterschaftsdritter und gewann 2011 und 2015 bei den Afrikaspielen.

## Sportliche Karriere
Der 1,96 m große Faicel Jaballah kämpft im Schwergewicht und in der offenen Klasse.
2006 war er Junioren-Afrikameister. 2008 siegte er erstmals bei den tunesischen Landesmeisterschaften. Bei den Afrikameisterschaften 2009 auf Mauritius gewann er eine Bronzemedaille in der offenen Klasse. 2011 bei den Afrikameisterschaften in Dakar erreichte er sowohl im Schwergewicht als auch in der offenen Klasse das Finale und unterlag jeweils dem Ägypter Islam El-Shehaby. Auch bei den Militärweltspielen erreichte Jaballah 2011 das Finale, hier unterlag er dem Franzosen Pierre Robin. Bei den Weltmeisterschaften 2011 in Paris belegte Jaballah den siebten Platz. Anderthalb Wochen nach seinem Wettkampf bei den Weltmeisterschaften erreichte Jaballah das Finale der Afrikaspiele 2011 in Maputo und gewann den Titel gegen Islam El-Shehaby. Im Dezember 2011 erreichte Jaballah bei den Panarabischen Spielen in Doha zweimal das Finale. Im Schwergewicht unterlag er dem Marokkaner El Mehdi Malki, in der offenen Klasse gewann Jaballah den Titel. 2012 gewann Faicel Jaballah bei den Afrikameisterschaften in Agadir eine Bronzemedaille im Schwergewicht, nachdem er im Halbfinale gegen El Mehdi Malki verloren hatte. In der offenen Klasse siegte Jaballah. Bei den Olympischen Spielen in London bezwang er in seinem ersten Kampf den Kasachen Jerschan Schynkejew, in seinem zweiten Kampf schied er gegen den Franzosen Teddy Riner aus. 
Bei den Afrikameisterschaften 2013 in Maputo siegte Jaballah im Schwergewicht, im Finale der offenen Klasse unterlag er Islam El-Shehaby. Bei den Mittelmeerspielen in Mersin unterlag er im Halbfinale dem Slowenen Matjaž Ceraj und erhielt am Ende eine Bronzemedaille. Bei den Weltmeisterschaften 2013 in Rio de Janeiro bezwang Jaballah im Achtelfinale Islam El-Shehaby und unterlag im Viertelfinale dem Deutschen Andreas Tölzer. Mit Siegen über den Japaner Ryu Shichinohe und den Georgier Adam Okruaschwili erkämpfte Jaballah eine Bronzemedaille. 2014 belegte Jaballah den dritten Platz beim Grand-Slam-Turnier in Paris und gewann das Grand-Slam Turnier in Baku. Bei den Afrikameisterschaften 2014 in Port Louis gewann Jaballah sowohl im Schwergewicht als auch in der offenen Klasse. Ende August schied er bei den Weltmeisterschaften in Tscheljabinsk in seinem Auftaktkampf gegen den Kirgisen Juri Krakowezki aus. Bei den Afrikameisterschaften 2015 in Libreville konnte Jaballah seinen Doppelerfolg vom Vorjahr wiederholen. Ebenfalls wie im Vorjahr schied er Ende August bei den Weltmeisterschaften in Astana in der ersten Runde aus, diesmal gegen den Deutschen Sven Heinle. Bei den Afrikaspielen in Brazzaville gewann Jaballah das Finale im Schwergewicht gegen den Algerier Bilal Zouani. 2016 gewann Jaballah bei den Afrikameisterschaften in Tunis zum dritten Mal in Folge beide Titel. Bei den Olympischen Spielen in Rio de Janeiro schied er in seinem Auftaktkampf gegen den Ungarn Barna Bor aus.
2017 unterlag Faicel Jaballah bei den Afrikameisterschaften in Antananarivo sowohl im Schwergewicht als auch in der offenen Klasse gegen den Algerier Nadjib Temmar und verpasste mit dem siebten Platz im Schwergewicht und dem fünften Platz in der offenen Klasse erstmals seit 2010 die Medaillenränge. Im Jahr darauf bei den Afrikameisterschaften in Tunis gewann Jaballah wieder zwei Medaillen: Gold im Schwergewicht und Bronze in der offenen Klasse. Auch bei den Mittelmeerspielen 2018 erkämpfte er eine Bronzemedaille. Nachdem Jaballah bei den Afrikameisterschaften 2019 in Kapstadt Fünfter im Schwergewicht geworden war, erkämpfte er bei den Afrikaspielen in Rabat noch einmal eine Bronzemedaille.
Trainiert wurde Faicel Jaballah während seiner Karriere meist vom tunesischen Nationaltrainer Anis Lounifi.